# صدام حسین نگر
صدام حسین نگر (به لاتین: Saddam Hussein Nagar) یک منطقهٔ مسکونی در سری‌لانکا است که در استان شرقی (سری‌لانکا) واقع شده‌است.